# Søvang (Amager)
 For alternative betydninger, se Søvang. (Se også artikler, som begynder med Søvang)
Søvang ligger på Amager og er en by i Dragør Kommune med 1.784 indbyggere  (2024). Byen hører til Region Hovedstaden og befinder sig 15 kilometer fra Københavns centrum.
Søvang ligger ud til Øresund, hvor Danmarks længste badebro på 279,1 m befinder sig. Badebroen kan ses i filmen Ved Kongelunden. Desuden ligger Søvang op ad skoven Kongelunden samt Danmarks største birkeskov.
Den har en fritidsinstitution (Sølyst) bestående af en ungdomsklub, en fritidsklub og et fritidshjem.

## Eksterne links
- Grundejerforeningen Søvang – officiel website Arkiveret 31. oktober 2009 hos  Wayback Machine